# ATP Challenger Shanghai
Das ATP Challenger Shanghai (offizieller Name: Road to the Shanghai Rolex Masters) ist ein seit 2011 stattfindendes Tennisturnier in Shanghai, China. Es ist Teil der ATP Challenger Tour und wird im Freien auf Hartplatz ausgetragen. Im Doppelbewerb gewann das thailändische Duo Sanchai Ratiwatana und Sonchat Ratiwatana bisher drei Austragungen, im Einzel siegte stets ein anderer Spieler.

## Liste der Sieger

### Einzel
| Jahr                         | Sieger                | Finalgegner          | Ergebnis             |
| ---------------------------- | --------------------- | -------------------- | -------------------- |
| 2025                         |                       |                      | Austragung ab 1.9.25 |
| 2024                         | Shō Shimabukuro       | Hsu Yu-hsiou         | 6:4, 6:4             |
| 2023                         | Christopher O’Connell | Yōsuke Watanuki      | 6:3, 7:5             |
| 2020–2022: nicht ausgetragen |                       |                      |                      |
| 2019                         | Yasutaka Uchiyama     | Wu Di                | 6:4, 7:64            |
| 2018                         | Blaž Kavčič           | Hiroki Moriya        | 6:1, 7:61            |
| 2017                         | Wu Yibing             | Lu Yen-hsun          | 7:66, 0:0 aufgg.     |
| 2016                         | Henri Laaksonen       | Jason Jung           | 6:3, 6:3             |
| 2015                         | Yuki Bhambri          | Wu Di                | 3:6, 6:0, 7:63       |
| 2014                         | Yoshihito Nishioka    | Somdev Devvarman     | 6:4, 6:75, 7:63      |
| 2013                         | Yūichi Sugita         | Hiroki Moriya        | 6:3, 6:3             |
| 2012                         | Lu Yen-hsun           | Peter Gojowczyk      | 7:5, 6:0             |
| 2011                         | Cedrik-Marcel Stebe   | Alexander Kudrjawzew | 6:4, 4:6, 7:5        |

### Doppel
| Jahr                         | Sieger                                        | Finalgegner                             | Ergebnis             |
| ---------------------------- | --------------------------------------------- | --------------------------------------- | -------------------- |
| 2025                         |                                               |                                         | Austragung ab 1.9.25 |
| 2024                         | Cristian Rodríguez Matthew Romios             | Rithvik Choudary Bollipalli Arjun Kadhe | 7:64, 1:6, [10:7]    |
| 2023                         | Alex Bolt Luke Saville                        | Bu Yunchaokete Tergel                   | 4:6, 6:3, [11:9]     |
| 2020–2022: nicht ausgetragen |                                               |                                         |                      |
| 2019                         | Gao Xin Sun Fajing                            | Marc Polmans Scott Puodziunas           | 2:6, 6:4, [10:7]     |
| 2018                         | Gong Maoxin Zhang Ze                          | Hua Runhao Zhang Zhizhen                | 6:4, 3:6, [10:4]     |
| 2017                         | Toshihide Matsui Yi Chu-huan (3)              | Bradley Klahn Peter Polansky            | 7:61, 4:6, [10:5]    |
| 2016                         | Hsieh Cheng-peng Yi Chu-huan (2)              | Gao Xin Li Zhe                          | 7:65, 5:7, [10:0]    |
| 2015                         | Wu Di Yi Chu-huan (1)                         | Thomas Fabbiano Luca Vanni              | 6:3, 7:5             |
| 2014                         | Yuki Bhambri Divij Sharan                     | Somdev Devvarman Sanam Singh            | 7:62, 6:74, [10:8]   |
| 2013                         | Sanchai Ratiwatana (3) Sonchat Ratiwatana (3) | Lee Hsin-han Peng Hsien-yin             | 6:3, 6:4             |
| 2012                         | Sanchai Ratiwatana (2) Sonchat Ratiwatana (2) | Yuki Bhambri Divij Sharan               | 6:4, 6:4             |
| 2011                         | Sanchai Ratiwatana (1) Sonchat Ratiwatana (1) | Fritz Wolmarans Michael Yani            | 7:64, 6:3            |